# Магдеев, Мухаммет Сунгатович
Мухаммет Сунгатович Магдеев (тат. Мөхәммәт Мәһдиев; 1 декабря 1930, Арский район, Татарская АССР — 14 июня 1995, Казань) — татарский ученый-литературовед, писатель, публицист, литературный критик, преподаватель, учитель, педагог.

## Биография
Мухаммет Магдеев родился 1 декабря 1930 года в д. Губурчак Арского района ТАССР в семье сельского учителя (бывшего муллы). В 1944 году окончил семилетнюю школу и в 1947 году — Арское педагогическое училище (ныне Арский педагогический колледж). После окончания обучения в течение года работал старшим пионервожатым в средней школе, затем, в 1948—1950 годах, преподавал историю в семилетней школе. В 1950—1954 годах служил на Балтийском флоте. После возвращения со службы поступил учиться на историческое отделение Казанского государственного педагогического института, в 1955—1960 годах работал учителем в различных сельских школах. В 1960 году поступил в Казанский государственный университет в аспирантуру на кафедру татарской литературы, которую успешно окончил в 1964 году, защитил кандидатскую диссертацию по теме «Татарская советская литературная критика (1917—1932)». Работал ассистентом, затем - старшим преподавателем, а с 1968 года - доцентом. Проработал в Казанском государственном университете более 30 лет. С 1961 года член КПСС.
Умер 14 июня 1995 года.

## Творчество
В годы учёбы в аспирантуре он занимался историей татарской общественной мысли, татарской литературной критики, устным народным творчеством и исследованиями жизни и творчества забытых, запрещенных в годы сталинизма татарских ученых, писателей, общественных деятелей, священнослужителей и т. д. Публиковал статьи, написанные с привлечением архивных материалов и не известных публикаций в периодической печати прошлых лет, а также материалы, полученные Магдеевым в результате личных бесед с членами семей репрессированных ученых, писателей.
Одновременно он занимается литературным творчеством. Первые получившие произведения Магдеева появились в печати в 1968 году.
Магдеев также пробовал себя в качестве драматурга. В 1983 году комедия «Три беспокойных дня» была поставлена в Татарском передвижном театре (ныне Татарский театр драмы и комедии им. К. Тинчурина).

## Награды
В 1983 году удостоен почетного звания «Заслуженный работник культуры РСФСР».
За произведения «Человек уходит — песня остается», «Там, где гнездятся журавли» и «Прощание», вошедшие в сборник «Прощание» (1990) удостоен звания лауреата Государственной премии Татарской АССР имени Габдуллы Тукая.
В 1993 году удостоен звания «Народный писатель Татарстана»